# Duško Pijetlović
Duško Pijetlović, né le 25 avril 1985 à Novi Sad, est un joueur serbe de water-polo.
Il est médaillé de bronze olympique en 2008 et en 2012 avec l'équipe de Serbie de water-polo masculin.